# 马蒂娜·特拉伊多斯
马蒂娜·特拉伊多斯（德語：Martyna Trajdos；1989年4月5日—），德国女子柔道运动员，2015年欧洲运动会女子63公斤级金牌得主和女子团体银牌得主、2019年世界柔道锦标赛女子63公斤级铜牌得主、2020年夏季奥林匹克运动会混合团体铜牌得主。东京奥运个人赛期间，她在上场前与教练交流时遭教练扯住衣衫掌掴，引起关注，赛后她表示是她主动要求教练这么做，以唤起自己的斗志。